# Drei
Drei (bra: Triângulo Amoroso; prt: Três) é um filme alemão de 2010, do gênero comédia dramático-romântica, escrito e dirigido por Tom Tykwer, indicado ao prêmio Leão de Ouro no 67º Festival Internacional de Cinema de Veneza.

## Sinopse
Casal de meia-idade, bem-sucedido, busca algo que tire seu casamento da monotonia, até que conhecem um homem por quem ambos, sem saber um do outro, se apaixonam.

## Elenco
- Sophie Rois como Hanna
- Sebastian Schipper como Simon
- Devid Striesow como Adam
- Angela Winkler como Hildegard, mãe de Simon
- Annedore Kleist como Lotte
- Alexander Hörbe como Dirk
- Winnie Böwe como Petra
- Hans-Uwe Bauer como Dr. Wissmer

## Recepção da crítica
No agregador de críticas Rotten Tomatoes, na pontuação onde a equipe do site categoriza as opiniões da grande mídia e da mídia independente apenas como positivas ou negativas, tem um índice de aprovação de 47% calculado com base em 32 comentários dos críticos. Por comparação, com as mesmas opiniões sendo calculadas usando uma média aritmética ponderada, a nota alcançada é 5,8/10.
Em outro agregador, o Metacritic, que calcula as notas das opiniões usando somente uma média aritmética ponderada de determinados veículos de comunicação em maior parte da grande mídia, tem uma pontuação de 55/100, alcançada com base em 14 avaliações da imprensa anexadas no site, com a indicação de "revisões mistas ou neutras".